# Путни знаци
Путни знаци су ознаке којима се извиђачи служе у природи, изузетно и у насељеним местима, да би онима који ће доћи иза њих означили смер кретања, упозорили их на различите околности, издали одређене заповести и слично.
Путни знаци се цртају оштрим предметом по влажној земљи, песку или снегу, односно кредом на кори дрвета, асфалту, дрвеним оградама... Могу се и слагати од гранчица, каменчића, шишарки и осталог приручног материјала, односно утискивати стопалом у меком тлу. Знакови се, по правилу, остављају са десне стране пута – или, по договору, само на одређеним местима (како би их уочио једино онај коме су намењени). Онај коме су знаци намењени треба их – након што се упознао са поруком – избрисати или уништити (осим знакова који су остављени као трајна упозорења).